# Operazione Horadiz
L'operazione Horadiz (in azero Horadiz əməliyyatı) fu una battaglia durante la prima guerra del Nagorno Karabakh tra le forze armate azere e le forze armate armene che ebbe inizio nel dicembre 1993 e durò fino al 6 gennaio, nel villaggio di Horadiz nel distretto di Fuzuli della Repubblica dell'Azerbaigian.

## Storia

### Antefatti
Gli armeni, che avevano catturato Gubadly alla fine dell'agosto 1993, dichiararono un cessate il fuoco perché avevano la necessità di riorganizzarsi e aspettare che arrivassero dall'Armenia nuove armi e truppe. Alla fine di ottobre, le truppe armene catturarono rapidamente Horadiz sul confine azero-iraniano, interrompendo il collegamento di Zangilan con il territorio azero. Zangilan cadde infine il 29 ottobre 1993 nelle mani degli armeni.
Nel dicembre 1993, le forze armate armene tentarono di spostarsi a est di Fuzuli, ma incontrarono una resistenza inaspettata e furono costrette a ritirarsi. Successivamente, l'esercito azero attaccò in tre direzioni. Il 15 dicembre, i militari azeri attaccarono immediamente in cinque direzioni: i distretti di Fuzuli, Khojavend, Agdam, Mardakert e Kalbajar.  L'attacco al nord-est del Nagorno Karabakh costrinse gli armeni a lasciare una serie di insediamenti nel distretto di Mardakert. I colpi principali delle truppe azere a Horadiz provenivano dal distretto di Beylagan. La battaglia si estese alla steppa e in queste condizioni, le unità azere distrussero le difese armene e iniziarono ad avanzare all'interno di Fuzuli sotto il fuoco dei cannoni e dell'artiglieria missilistica. All'inizio di gennaio 1994, gli azeri catturarono 11 villaggi e 40 chilometri di confine azero-iraniano.

### Battaglia
Secondo la parte azera, il 5 gennaio, la 702ª brigata, che prese parte all'operazione Horadiz, catturò 3 carri armati, 1 Shturm-S, 6 pezzi di artiglieria, 6 rimorchi di artiglieria, circa 10 veicoli, un gran numero di armi e munizioni. Il nemico armeno si ritirò, subendo pesanti perdite e lasciando i propri morti sul campo di battaglia.
Il 6 gennaio o l'8 gennaio il 702º Reggimento sfondò la resistenza armena, combatté ed entrò a Horadiz, conquistando l'insediamento, la stazione ferroviaria di Horadiz, i ponti Khodaafarin, un importante obiettivo strategico sull'Aras. L'operazione fu guidata da Shair Ramaldanov. Horadiz era un importante crocevia dei distretti di Jabrayil, Gubadly, Zangilan a ovest e di Fuzuli a nord.
Anche i mujahideen afghani, arrivati nell'autunno del 1993, presero parte all'attacco a fianco dell'Azerbaigian. Secondo alcuni rapporti, l'addestramento dei mujaheddin era superiore a quello dell'esercito regolare dell'Azerbaigian e svolsero un ruolo chiave nella cattura di Horadiz da parte dell'esercito azero.

## Conseguenze
Come risultato dell'operazione, il villaggio di Horadiz, 20 villaggi del distretto di Fuzuli e il villaggio di Jojug Marjanli del distretto di Jabrayil passarono sotto il controllo dell'Azerbaigian. L'operazione Horadiz è stata l'operazione di maggior successo condotta dall'esercito azero durante la campagna invernale del 1994. Otto partecipanti furono insigniti del titolo di Eroe Nazionale dell'Azerbaigian per il loro eroismo nell'operazione.
Secondo l'Azerbaigian, le forze azere presero il controllo di 21 000 ettari. Il 5 gennaio 1994, i soldati dell'esercito azero entrarono a Horadiz dove impiantarono la bandiera azera.